# Shunya Suganuma
Shunya Suganuma (菅沼 駿哉 Suganuma Shunya?), född 17 maj 1990 i Osaka prefektur, är en japansk fotbollsspelare.
Suganuma började sin karriär 2009 i Gamba Osaka. Efter Gamba Osaka spelade han för Roasso Kumamoto, Júbilo Iwata, Kyoto Sanga FC och Montedio Yamagata. Han gick tillbaka till Gamba Osaka 2018.